# Осада Могилёва (1655)
Осада Могилёва (1655) — одно из событий русско-польской войны 1654—1667. Армия Великого гетмана Литовского Януша Радзивилла и польного гетмана литовского Винцента Гонсевского потерпела неудачу в осаде города Могилёв, обороняемого русскими войсками воеводы окольничего Ивана Алферьева.

## Предыстория
В сентябре 1654 года Януш Радзивилл сумел организовать контрнаступление против русских войск, и его отряды начали отвоёвывать земли по левому берегу Березины. В начале октября армия Великого гетмана форсировала Березину. Русские воеводы оказались не готовы к такому повороту событий. Появилась реальная угроза потерять Могилёв. Могилёвский воевода Воейков писал Государю — «в Могилёве твоих государевых ратных людей нет никого; а пушечного и ручного зелья и свинцу в Могилёве нет ничего, и пушек мало и около земляного валу по воротам сторож нет». Начали роптать и горожане: «Присяга присягой, а даже те пушки, что были, Ефимьев уволок. Солдат нет, припасов нет — чем от поляков отбиваться?», «а на козаков Золотаренковых нечего надеяться: запустошив Могилёвский уезд, все разбегутся, и теперь уже больше половины разбежалось. Мы на своей присяге стоим, но одним нам против ляхов стоять не уметь».

## Соотношение сил
Первоначально основу могилёвского гарнизона должны были составлять местные казаки из полка Константина Поклонского. Однако русское командование имело все основания не доверять своим новым подданным. Понимая важность удержания такого важного пункта как Могилёв, правительство ещё осенью предприняло попытки обеспечить гарнизон русскими войсками. 15 октября в Могилёв был направлен отряд нового воеводы Ивана Алферьева, который должен был сменить Воейкова на посту воеводы. В его состав входили солдатский полк Ивана Ниротморцева (331 чел.) и два стрелецких приказа: Авраама Лопухина, Лонгина Аничкова (в обоих приказах — 787 чел.). Прибыв в город и увидев, что город не готов к обороне, что «вал болшой с трёх сторон, и тот худ, через вал ходят люди; а с четвёртой… стороны река Днепр, и по реке… Днепру, валу и острогу никакой крепости нет», Алферьев мобилизовал население для производства фортификационных работ. Гарнизон города насчитывал только 1105 воинов, причём многие «лежат болны».
В декабре 1654 г. в город вернулся полковник Константин Поклонский (могилёвский шляхтич, в июне 1654 года присягнувший русскому царю) со своим полком до 4.000 человек из могилёвской шляхты, казаков и мещан. До начала литовского контрнаступления предполагалось соединение в районе Могилёва сил запорожских казаков Ивана Золотаренко из Нового Быхова, могилёвских казаков и отрядов смоленской присяжной шляхты. Начало осады Нового Быхова в январе 1654 года заставило на ходу менять планы. В Могилёв были срочно переброшен солдатский полк Германа Фанштадена из Шклова (прибыл 3 (13) февраля 1654 г.) и отряд воеводы стольника кн. Юрия Ромодановского (около 1300 человек, в том числе солдатский полк Елисея Циклера и вяземские казаки), сопровождавший артиллерию (10 орудий, в том числе 1 большую пушку). Отряд Ромодановского до крепости в итоге не дошёл и после боя у деревни Доманы был вынужден отступить в Шклов.
Таким образом, к началу осады гарнизон крепости насчитывал около 2500 русских войск и около 4000 белорусских казаков. Город Могилёв имел развитую систему укреплений, в основном сложившуюся в 30-х годах XVII века. Она включала замок, Старый или Верхний город и Новый город. Отдельно была укреплена заднепровская часть города. Укрепления были деревоземляными, частично усиленные бастионами и несколькими каменными башнями. Артиллерия города, без смоленских пушек, насчитывала свыше 20 орудий. Большим недостатком крепости было практически полное отсутствие укреплений Нового города со стороны Днепра. Учитывая, что река была покрыта льдом, захват заднепровской части сразу приводил к прорыву противника в Новый город, чем и воспользовались польско-литовские войска в ходе штурма 16 февраля.
Польско-литовская армия под командованием великого гетмана литовского Януша Радзивилла в начале похода насчитывала почти 20000 человек и включала в себя:
- "Дивизию правого крыла": 3 гусарских, 17 козацких, 6 татарских хоругвей, 1 полк и 2 хоругви рейтар, 3 полка и 5 хоругвей драгун, 1 полк и 2 роты немецкой пехоты, 5 хоругвей польской пехоты. Всего около 8000 человек. Командование - Януш Радзивилл.
- "Дивизию левого крыла": 3 гусарские, 9 козацких, 5 татарских хоругвей, 1 неполный полк и 1 рота рейтар, 1 полк и 2 роты драгун, 1 рота польской пехоты. Всего около 3500 человек. Командование - Винцент Гонсевский.
- Коронный корпус: 2 полка пехоты, 2 полка драгун, 5 полков и 1 рота рейтар, 6 татарских хоругвей. Всего около 5500 человек. Командование - Богуслав Радзивилл.

Помимо них в армии действовали около 2000 приватных войск и 3000-4000 человек из отрядов добровольцев.
Далеко не все войска принимали непосредственное участие в боях за Могилёв: часть пехотных соединений в это время осаждали Новый Быхов. Татарские хоругви и часть волонтёрских отрядов действовали в отрыве от основных сил, осаждавших город. Можно приблизительно оценить численность польско-литовских войск под Могилёвом в 15000 человек. Армия не имела осадной артиллерии

## Начало осады. Штурм 16 февраля
Потеряв надежду быстро взять Новый Быхов, 31 января (10 февраля) армия Радзивилла двинулась вверх по течению Днепра к Могилёву. Первые отряды подошли к крепости 2 (12) февраля, и буквально в первый же день осады в город удалось пробиться солдатскому полку Германа Фанштадена (около 1500 чел.), выступившему из Шклова 20 (30) января. Это фактически спасло город в ходе штурма 16 февраля. Осадив Могилёв, Радзивилл предложил горожанам сдаться. Но гарнизон и местное население отказались и сами «все сопча до обороны и бою ударили», атаковав осаждающих. Это было настолько неожиданно, что войска Радзивилла «проч от города на несколько миль отступили», что как раз и обеспечило возможность впустить в город полк Фанштадена. После этого горожане «выходя из города, на вылазке бились по три дня, и отбили у него, Родивила, из обозу 50 возов с запасы».
6 (16) февраля Радзивилл, не дождавшись подхода всех сил (главным образом польской пехоты), начал штурм города. Это было вызвано уверенностью в измене части шляхты и белорусских казаков во главе с Поклонским. Сам полковник сотников 4 человека, да ляхов незначительно, открыл ворота и впустил в большой земляной вал с Зарецкой слободы в Луполовскую королевское войско. Однако полк Поклонского не пошёл за своим полковником и остался верен присяге (изменило лишь около 400 чел.) Новым командиром стал шляхтич сотник Павел Окуркевич. Ворота Заднепровского предместья были закрыты.
Вместо стремительного захвата крепости был предпринят долгий кровопролитный штурм. По плану штурма основные силы польско-литовских войск сначала должны были атаковать заднепровскую часть города, а затем по льду форсировать Днепр и ворваться в Новый город. Дивизия правого крыла, усиленная польскими полками, под командованием Богуслава Радзивилла атаковала предместье Лупулы. Противнику удалось сломать ворота, и драгунские полки в упорном бою вытеснили гарнизон из предместья. Успех был оплачен дорогой ценой — среди прочих был тяжело ранен полковник Эрнст Корф, а под Богуславом Радзивиллом был убит конь. Русские войска предприняли попытку контратаки силами полка Фанштадена, но были отбиты с большими потерями. Дивизия левого крыла под командованием Винцента Гонсевского атаковала Заречное предместье, задержавшись из-за глубокого снега. Им удалось вытеснить казаков из предместья. Затем обе части армии пересекли реку и ворвались в новый город, где несколько часов шёл бой.
По мере вступления новых сил в бой, русские войска постепенно были вытеснены в Верхний город и замок. При попытке на плечах отступающих войск прорваться в Верхний город три хоругви были отрезаны и долгое время сражались в окружении, неся большие потери. Им удалось вырваться, пройдя город насквозь, так что Януш Радзивилл даже поначалу принял их за русские войска. Русские командиры впоследствии считали две гусарские хоругви разбитыми, в бою было захвачено знамя польного гетмана. У Шкловских ворот осаждённые побили «пеших литовских людей … человек с полтораста, и языки побрали».. По польским данным, в бою погибли 300 русских солдат, 1.000 казаков.
Описание боя в письме Януша Радзивилла к Яну Казимиру 21 февраля 1655 г.

На рассвете … я первое предместье, Днепром от города отделённое, Лупулов, атаковал. Одновременно князь его милость пан брат (Богуслав Радзивилл) должен был с кавалерией польскою в ворота влететь, кои, как говорилось уже открытыми были. К воротам бросился он отважно, но их закрытыми уже нашёл и шпагой только в них ударил. Тут же, однако, всю пехоту венгерскую, что наступала за теми хоругвями, я с Юшкевичем (командир венгерской пехотной роты), не мешкав подвёл, так что ворота рубить стали. Другие через частоколы и валы перевалившись, неприятеля у ворот перебили и их отворили, не без урона … и другим наступать приказал, кои сразу на валы, как могли, влезли и ими овладели. Restabat (Оставалось) ещё одно предместье по левую руку, Заречье именуемое и также валами окружённое, которое его милость пан подскарбий (Винцент Гонсевский) с флангом своим добывать был должен. Но когда с полками конными пустившись, он ко Днепру затем ринулся, его и князя пана брата пехота польская, подкреплённая драгунами его же … из-за снега так хорошо пошли, что дальше некуда. Я сам броситься туда был вынужден, действия правого на брата возложив, к воротам их, хотя и запертым, но оставленным, привёл и оные открыть приказал. Так я и вторым предместьем (а оба вместе с первым за Днепром от города лежат) овладел … и милостью Божьей и счастьем Вашего королевского величества город самый, огромными валами полевыми окружённый, занял …
… Выскочил с пехотой своей и пикинёрами полковник фон Штаден, но быстро кавалерией рассечённый, едва не с пол полка потеряв и знамён несколько, к замку отступить был вынужден…
… И на левом крыле хоругви, коими его милость пан подскарбий командовал, как упомянул я, бросок через Днепр совершив, также в сам верхний город ворвались. Но все они, а гусарская и казацкая в особенности, с огненным боем людей с собой не взяв, едва перебитыми не оказались, и почитай через весь город пробились в расположение наше не без урона пришли … Нам на них глядечи, показалось, что неприятель из города выходит, и я уж полки некоторые сомкнул, как вдруг, что это наши, по знамёнам узнали…

Описание боя в отписке головы Аврама Лопухина.

В нынешнем во 163-м году февраля против 6 числа, за час до света, изменник Поклонской, тебе, государю … изменил и гетманов Родивила и Гонсевского с литовскими людьми в Могилёв в большой земляной вал пустил с Зарецкой стороны в Лупуловскую слободу, где он, Полонской, стоял. И я со своего приказу стрельцами в большом валу на реке Днепре и на речке Дубровенке с польскими и литовскими людьми бились, колько милостивый Бог помощи подал, и литовских людей и рейтар и гусар и пехоты побили многих, и с бою сели в осаде в меньшом земляном валу и в остроге

Только к концу дня до Могилёва добралась польская пехота под командованием Берга, участие которой в штурме могло решить судьбу крепости. Несмотря на неудачу в захвате Верхнего города, польско-литовская армия одержала большую победу. Возможности русского гарнизона были существенно снижены, так как периметр осады резко сократился. Армия Януша Радзивилла получила возможность частично разместиться в домах Могилёва, заняв высокие здания, они вели прицельный обстрел валов, нанося большие потери гарнизону. Самым тяжёлым было положение с водой, доступ к которой у гарнизона был сведён к минимуму. Запасы продовольствия для почти 15000 человек (гарнизон и жители) также были недостаточны. Тем не менее крепость устояла.

## Продолжение осады
12 (22) февраля Радзивилл обратился к осаждённым с предложением капитуляции, но получил решительный отказ. 18 февраля последовал новый штурм, который не увенчался успехом, так как вал и стены не были повреждены артиллерийским огнём. Так как осадной артиллерии в распоряжении великого гетмана не было, приказали рыть подкопы и закладывать мины. Одновременно в районе деревни Доманы корпус под командованием Александра Полубинского нанёс поражение отряду князя Юрия Ромодановского, который пытался прорваться к Могилёву, правда, не смог его полностью разгромить и отбить артиллерию, которую удалось благополучно привезти в Шклов.
В условиях зимы осадная армия сильно страдала от морозов, болезней и нехватки продовольствия, усилилось дезертирство. Радзивилл не прекращал попыток уговорить гарнизон сдаться, используя для переговоров Константина Поклонского. Но и эти попытки вновь завершились безуспешно. Задержка под Могилёвом срывала план всей кампании. Русские войска постепенно наращивали свои силы на фронте: в Смоленск прибывали новые части для организации нового большого наступления летом 1655 года. В марте польско-литовские войска сняли блокады Нового Быхова, предоставили возможность отрядам казаков тревожить тылы осадной армии. 17 (27) апреля наказной гетман Войска Запорожского Иван Золотаренко, не сумев из-за глубокого снега пробиться к Могилёву, отправил на помощь городу по реке Нежинский и Стародубский полки под командованием полковников Василия Золотаренко и Аникеева, а сам выдвинулся на соединение с князем Ромодановским.

## Штурм 19 апреля
С начала апреля Радзивилл приступил к подготовке нового генерального штурма Верхнего города и Замка. Под валы было подведено четыре подкопа, причём один из них обвалился, засыпав роющих его солдат. 9 (19) апреля 1655 года с рассветом польско-литовские войска пошли на штурм. По плану атакующие были разделены на пять отрядов, которые атаковали укрепления со всех направлений. Из-за недостатка пехоты в отряды были включены даже спешенные рейтары и гусары.
Атака Верхнего города, предпринятая венгерской пехотой и спешенной конницей, быстро захлебнулась, встретив сильный огонь из пушек и ружей. Гораздо лучше обстояло дело у солдат и драгун, которые атаковали Замок с двух направлений. Им удалось прорваться к стенам и приступить к их разрушению. Ситуация была критической, и через проломы в деревянных стенах Замка польские пехотинцы начали из ружей обстреливать внутреннее пространство укрепления. Но в этот момент неожиданно произошёл перелом в бою.
Части жолнеров показалось, что из ворот Замка на вылазку выступает часть гарнизона. Они стали разворачиваться для отражения вылазки, и другие пехотинцы восприняли их манёвр как отступление. Первыми начали отступать драгуны полка польской королевской гвардии и многочисленные добровольцы, за ними бросились с валов солдаты пехотных полков. Офицеры пытались навести порядок и остановить бегущих, но им этого не удалось. Около сотни оставшихся солдат оказалось временно отрезанными и им угрожало пленение. Для их выручки были использован резервный полк Берка. По итогам неудачного боя разгневанный Януш Радзивилл сначала хотел казнить командира полка королевской гвардии Ф. Вольфа, а затем провести децимацию бежавших с поля боя солдат, но в итоге не выполнил своей угрозы.

## Завершение осады и потери
Ситуация для армии Я. Радзивилла постоянно ухудшалась. Разведка сообщала о завершении подготовки главных сил русской армии к новому наступлению. Польско-литовская армия, напротив, постепенно теряла боеспособность из-за потерь и дезертирства. Последний штурм был предпринят 1 (11) мая, но он уже фактически прикрывал отход польско-литовской армии от города. Войска Радзивилла насильно увели с собой многих горожан (до 10 000), часть их которых (до 2000 человек) была отбита под Толочино казаками Ефима Коробко.
Точные потери всего гарнизона неизвестны, но стрелецкие и солдатские полки лишись половины своего состава. Если проецировать эти потери на общую численность, то безвозвратные потери гарнизона составили около 2000 человек. Потери польско-литовской армии в ходе всей кампании могли достигать 5000 человек, большая часть которых была потеряна в ходе длительной осады крепости. Осада Могилёва, таким образом, стала одной из самых кровопролитных кампаний русско-польской войны 1654-67 гг.